# Jastrzębowo
Jastrzębowo (prononciation : [jastʂɛmˈbɔvɔ]) est un village polonais de la gmina de Trzemeszno dans le powiat de Gniezno de la voïvodie de Grande-Pologne dans le centre-ouest de la Pologne.
Il se situe à environ 7 kilomètres au nord-ouest de Trzemeszno (siège de la gmina), à 15 kilomètres au nord-est de Gniezno (siège du powiat) et à 63 kilomètres au nord-est de Poznań (capitale régionale).
Le village possédait une population de 244 habitants en 2011.

## Histoire
De 1975 à 1998, le village faisait partie du territoire de la voïvodie de Bydgoszcz.

Depuis 1999, Jastrzębowo est situé dans la voïvodie de Grande-Pologne.